# Hazaras
Os hazaras são um povo de origem turca e mongol que reside principalmente na região central do Afeganistão conhecida como Hazarajat (hazaristão). Sua língua, o hazaragi, é um dialeto próprio do idioma persa com muitas palavras do idioma turco. Os hazaras compõem cerca de 30% da população Afeganistão.
A maior parte deles é muçulmana xiita e também com minorias muçulmanos sunita e ismailita em um país muçulmano de maioria esmagadora sunita.
Por causa dos seus traços asiáticos são considerados de uma casta inferior. Por esse motivo, sempre foram perseguidos e pelo fato de serem constantemente lembrados de sua inferioridade, que alguns aceitam como verdade. Por causa da opressão, os hazaras se espalharam pelo Oriente Médio, habitando também o Irã e o Paquistão, além de estarem espalhados por várias outras regiões do mundo.

### Genocídio dos Hazara
Os hazaras são um povo que sofre profunda discriminação étnica dentro do seu próprio país, pois a maioria fundamentalista sunita, viam os hazaras como infiéis que mereciam morrer. Para os sunitas, os hazaras não tinham a aparência que "devia ter" um afegão e não faziam suas devoções como "devia fazer" um muçulmano. Dizia um ditado afegão sunita: "Aos tadjiques o Tadjiquistão, aos usbeques o Usbequistão, e aos hazaras o goristão (cemitério)."
Inclusive, várias entidades afegãs sunitas decretaram oficialmente o seu genocídio.
- O emir Abderramão Cã, no pico do seu conflicto de 1888–1893 contra os Hazara, nos quais numerosos massacres ocorreram, decretou:

| “ | “A infelidade dos Hazara de Daia (...) chegou a um ponto que tratam outros Gazi como infiéis. (...) O exército (...), de todos os lados e cantos da terra, concentrar-se-á no Hazaristão, para que nenhuma destas pessas desacertadas [líderes Hazara] permaneçam vivas, que os membros dos Hazara sejam tomados como escravos, e qualquer Mujahidin possua as suas mulheres e homens como escravos." | ” |

 Este decreto foi levado a cabo à letra, tendo também os seus homens erguido torres de cabeças decepadas Hazara como um aviso a quem pretendesse continuar a desafiar o emir.
- Os talibã, ao tomar Mazar-i-Sharif a 8 de agosto de 1998, na Guerra Civil Afegã, escutam o mulá Omar decretar dois dias de massacre da população local, prinicpalmente Hazara, em punição à resistência da Aliança do Norte. O mulá Manan Niazi, declarando-os infiéis, irá estender esta permissão em três dias. No fogo indiscriminado sobre civis, foram feitas buscas de casa em casa à procura de quem matar. Aos Hazaras, Manan Niazi dirá:| “ | "Que se tornem sunitas, abandonem o Afeganistão, ou sejam mortos." | ” | Até ao fim da guerra em 2001, massacres pelas autoridades talibãs continuariam a ser registrados.
- Desde que surgiu em 2015, o autoproclamado Estado Islâmico, via o seu ramo em Coração, declarou os Hazaras e outros xiitas como infiéis, apelando ao seu extermínio e levando a cabo ataques que os vitimam regularmente. Segundo o Observatório dos Direitos Humanos, as autoridades talibãs no controlo da região não fazem quaisquer esforços de monta no sentido de prevenir este terrorismo islâmico.

### Um período de prosperidade
A atitude do actual auto-proclamado governo talibã está em forte contraste com a situação antes da queda de Cabul, em 2021. Então, a região de Cabul era uma das mais seguras no Afeganistão, quase totalmente livre das plantações de papoila que dominavam outras regiões. Então sede do governo central da República Islâmica do Afeganistão, cerca de 40% da população é hazara. Nas ruas da parte oeste da cidade, viam-se crianças hazaras uniformizadas a caminho da escola, vendedores hazaras montando bancas de verdura, lojistas e alfaiates hazaras. Os hazaras tinham ganho acesso às universidades, aos empregos públicos e a outras atividades e direitos. Um dos vice-presidentes do país era hazara, assim como o parlamentar mais votado, e uma governadora hazara era a primeira e única mulher a ocupar tal cargo no país. Os próprios hazaras mantinham universidades e escolas.
Esse povo é tão ligado à cultura do conhecimento, que muitos dos seus professores sequer terminavam o ensino médio, para começar a lecionar. Isso se dá pelo fato da precariedade de algumas regiões, onde muitos se veem obrigados a começar a lecionar muito cedo, por uma série de fatores socioeconômicos.

## Galeria

Homens hazara do Irã.
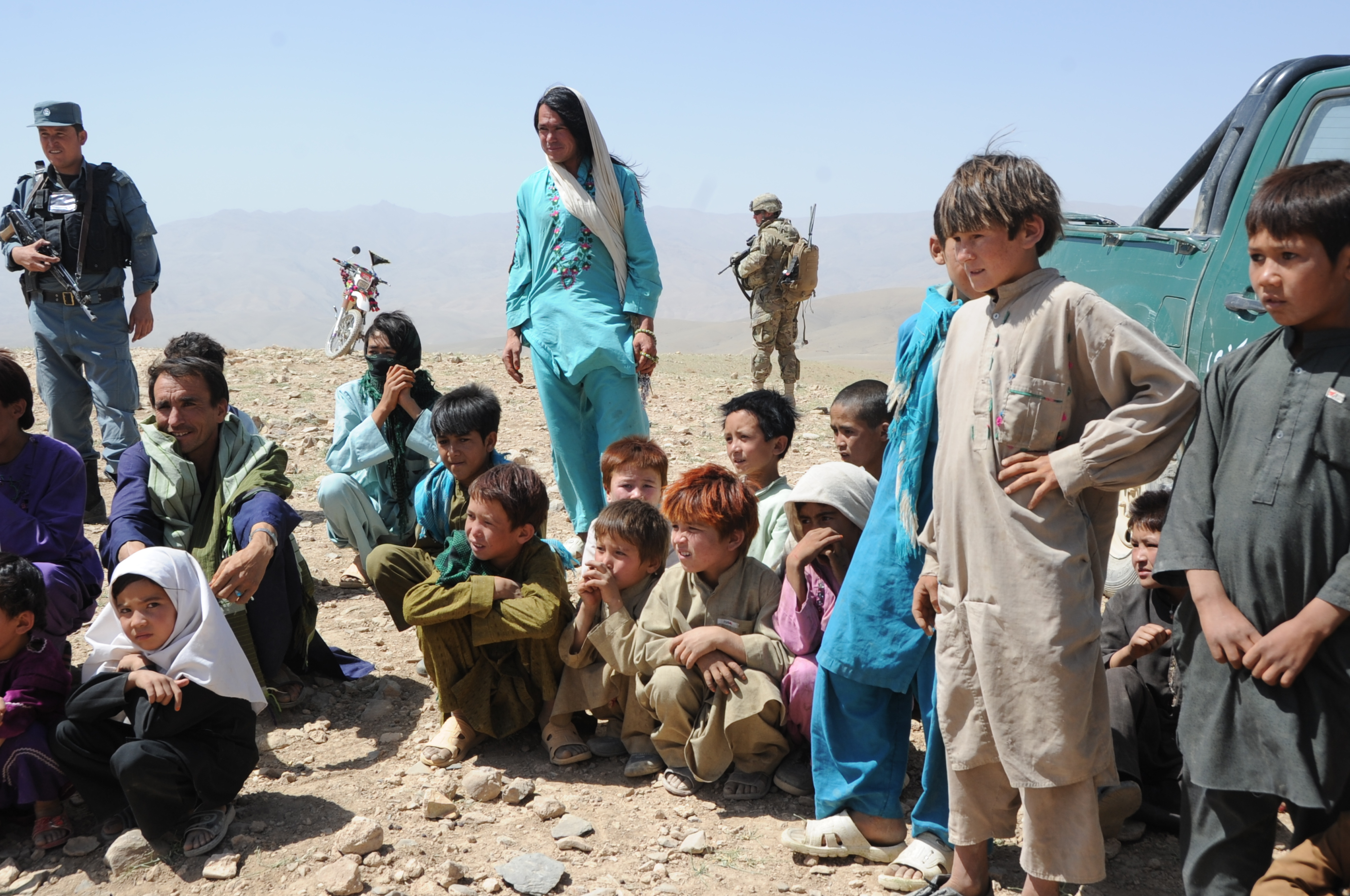
Grupo de hazaras assistindo uma inspeção de engenheiros do exército dos EUA a um projeto em sua província afegã.
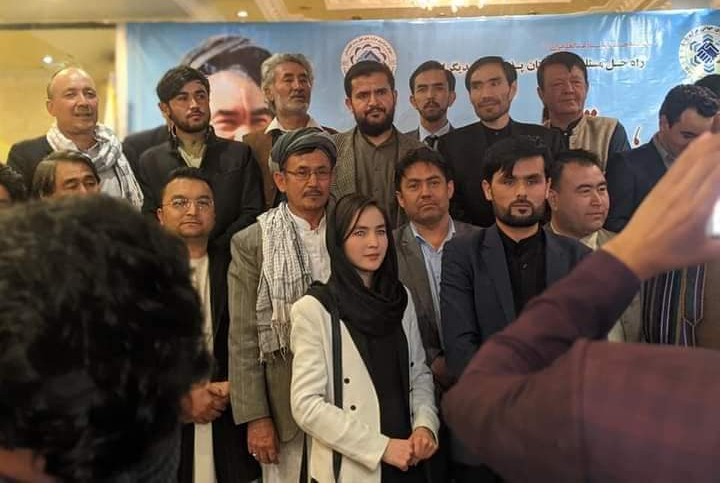
Povo Hazara em Cabul, Afeganistão.